# Південно-центральна частина штату Парана (мезорегіон)
Південно-центральна частина штату Парана (порт. Mesorregião do Centro-Sul Paranaense) — адміністративно-статистичний мезорегіон в Бразилії, входить в штат Парана. Населення становить 557 032 чоловік на 2006 рік. Займає площу 26 409,780 км². Густота населення — 21,1 чол./км².

## Склад мезорегіону
В мезорегіон входять наступні мікрорегіони:
1. Гуарапуава
2. Палмас
3. Пітанга

| Бразилія | Це незавершена стаття з географії Бразилії. Ви можете допомогти проєкту, виправивши або дописавши її. |